# Rakovîșce, Radehiv
Rakovîșce (în ucraineană Раковище) este un sat în comuna Vuzlove din raionul Radehiv, regiunea Liov, Ucraina.

## Demografie
Componența lingvistică a localității Rakovîșce
     Ucraineană (100%)
Conform recensământului din 2001, toată populația localității Rakovîșce era vorbitoare de ucraineană (100%).